# Novake (gmina Vojnik)
Novake – wieś w Słowenii, w gminie Vojnik. W 2018 roku liczyła 104 mieszkańców.